# Valkealampi (sjö på ön Lammassari)
Valkealampi är en sjö i Finland. Den ligger på ön Lammassari i sjön Koitere i kommunen Ilomants i landskapet Norra Karelen, i den östra delen av landet, 400 km nordost om huvudstaden Helsingfors. Valkealampi  ligger 144 meter över havet. Den ligger vid sjön Koitere. Arean är 36,7 hektar och strandlinjen är 4,42 kilometer lång. Sjön  ingår i Vuoksens huvudavrinningsområde. 